# Henrique Luvannor
Luvannor Henrique de Sousa Silva, más conocido como Henrique Luvannor, (Campo Maior, 19 de mayo de 1990) es un futbolista brasileño, naturalizado moldavo, que juega de delantero en el Al-Faisaly F. C. de la Liga Príncipe Mohammad bin Salman.

## Trayectoria
Luvannor comenzó su carrera deportiva en el Paranoá Esporte Clube en 2009, jugando posteriormente en el Morrinhos Futebol Clube.
En 2011 fichó por el FC Sheriff Tiraspol moldavo, en el que marcó 40 goles en 78 partidos.

### Emiratos Árabes
En 2014 dejó el Sheriff para jugar en el Al-Shabab de la Liga de Emiratos Árabes Unidos, y en 2017 se marchó al Shabab Al-Ahly del mismo país.

### Regreso al Sheriff Tiraspol
En 2020 se marchó al Al Wahda, siendo su último club en Emiratos Árabes antes de regresar al Sheriff Tiraspol en 2021.
Con el Sheriff disputó, en verano de 2021, la fase previa de la Liga de Campeones de la UEFA 2021-22, donde el equipo moldavo comenzó eliminando al K. S. Teuta Durrës y al Alashkert F. C., lo que le dio acceso a la fase de playoffs, donde se iba a enfrentar al GNK Dinamo Zagreb. En la ida disputada en el Estadio Sheriff, el conjunto de Tiraspol logró vencer por 3-0, y después del 0-0 cosechado en la vuelta en el Estadio Maksimir, el Sheriff conseguía el pase a la fase de grupos de la competición por primera vez en su historia.

## Clubes
| Club                   | País           | Año       |
| ---------------------- | -------------- | --------- |
| Paranoá E. C.          | Brasil         | 2009      |
| Morrinhos F. C.        | Brasil         | 2010-2011 |
| F. C. Sheriff Tiraspol | Moldavia       | 2011-2014 |
| Al-Shabab              | EAU            | 2014-2017 |
| Shabab Al-Ahli         | EAU            | 2017-2020 |
| Al Wahda               | EAU            | 2020-2021 |
| F. C. Sheriff Tiraspol | Moldavia       | 2021      |
| Al-Taawoun F. C.       | Arabia Saudita | 2021-2022 |
| Cruzeiro E. C.         | Brasil         | 2022      |
| Ceará S. C.            | Brasil         | 2023      |
| F. C. Sheriff Tiraspol | Moldavia       | 2023-2024 |
| Al-Bukiryah F. C.      | Arabia Saudita | 2024-2025 |
| Al-Faisaly F. C.       | Arabia Saudita | 2025-     |

## Palmarés

### Títulos nacionales
| Título            | Club                   | País     | Año  |
| ----------------- | ---------------------- | -------- | ---- |
| Divizia Națională | F. C. Sheriff Tiraspol | Moldavia | 2012 |
| Divizia Națională | F. C. Sheriff Tiraspol | Moldavia | 2013 |
| Copa de Moldavia  | F. C. Sheriff Tiraspol | Moldavia | 2013 |
| Divizia Națională | F. C. Sheriff Tiraspol | Moldavia | 2014 |
| Série B           | Cruzeiro E. C.         | Brasil   | 2022 |
| Copa do Nordeste  | Ceará S. C.            | Nordeste | 2023 |